# Latakiai nemzetközi repülőtér
A Latakiai nemzetközi repülőtér (IATA: LTK, ICAO: OSLK) Szíria egyik nemzetközi repülőtere, amely Dzsabla közelében található. 

## Futópályák
A repülőtér futópályái:
- 17L/35R (2900 m)
- 17R/35L (3300 m)

## Forgalom
Az utasforgalom az elmúlt években az alábbi módon változott:

## Légitársaságok és úticélok
2023-ban a Latakiai nemzetközi repülőtérről az alábbi járatok indulnak:
| Légitársaság        | Célállomások                                                          |
| ------------------- | --------------------------------------------------------------------- |
| Cham Wings Airlines | Sharjah                                                               |
| Syrian Air          | Abu Dhabi, Cairo, Damascus, Dubai–International, Kuwait City, Sharjah |